# البعث بعد الموت
البعث هو مفهوم

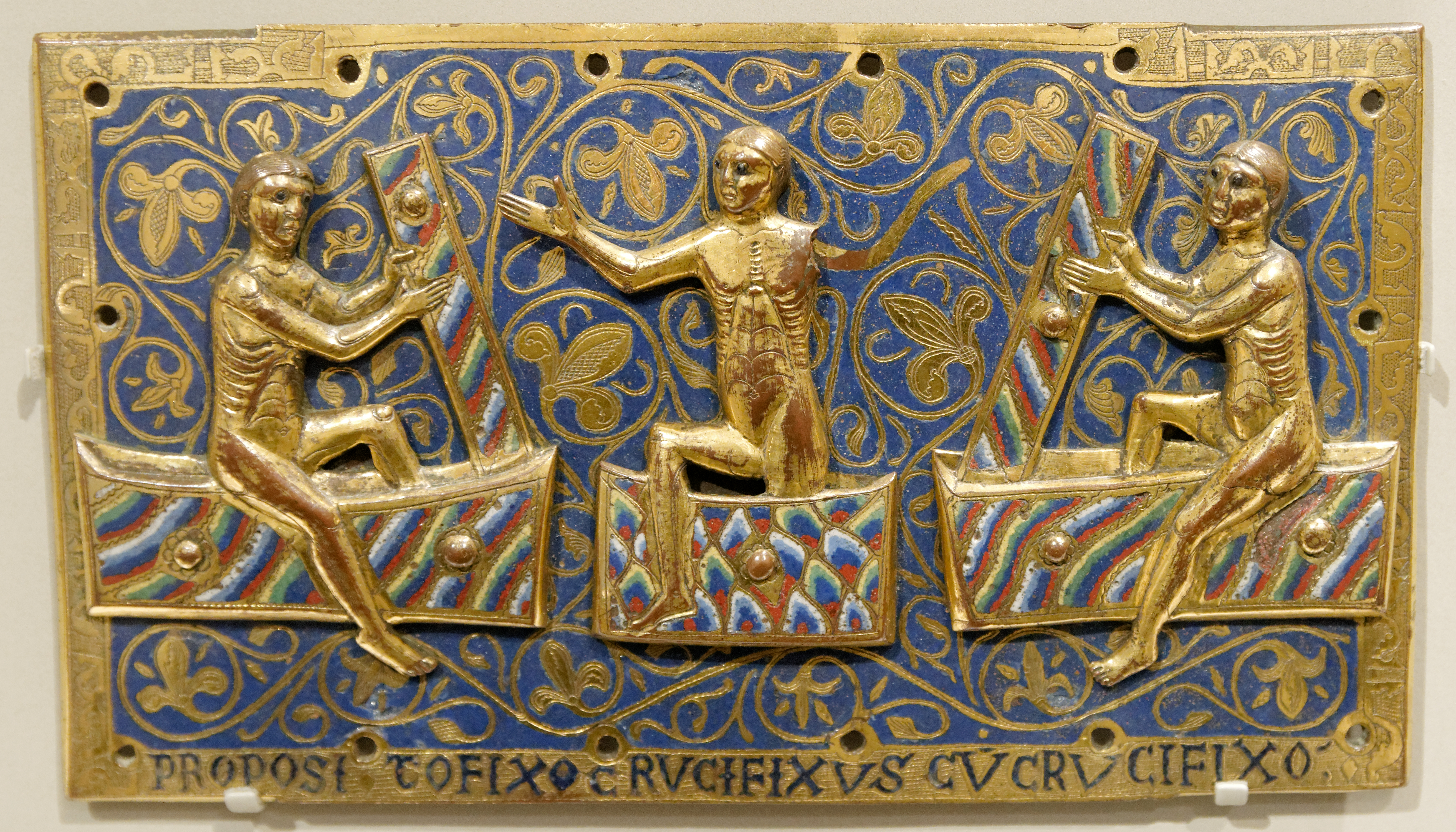
لوح يصور قديسين يبعثون من الموت.

العودة إلى الحياة بعد الموت. موت وقيامة يسوع، هو أحد الامثلة على البعث وهو محور المسيحية. كمفهوم ديني، فإن البعث يستخدم في حالتين مميزتين: الاعتقاد في البعث الفردي للأرواح وهو جاري ويحدث ومثال ذلك هو (المسيحية المثالية)، والاعتقاد الآخر يتمثل في بعث الأموات في نهاية العالم. البعث بعد الموت والايمان بالاخرة هو معيار أساسي للإيمان في الأديان الإبراهيمية.
يُعتبر موت يسوع وقيامته محور تركيز المسيحية. تنشأ مناقشات اللاهوت المسيحية من المسألة المتعلقة نوع القيامة الحقيقي - إما قيامة روحية بجسد روحي في الجنة، أو قيامة مادية بجسد بشري مُستعاد. يعتقد معظم المسيحيين أن قيامة يسوع من الأموات وصعوده إلى السماء كانا في جسم مادي، وتعتقد أقلية صغيرة جدًا أنها كانت روحية.

## من الناحية الدينية

### الأديان القديمة في الشرق الأدنى
يرد مفهوم البعث في كتابات بعض الأديان القديمة غير الإبراهيمية في الشرق الأوسط. تشير بعض الكتابات المصرية والكنعانية الموجودة إلى آلهة تموت وتُبعث مثل أوزوريس وبعل. يذكر السير جيمس فريزر في كتابه الغصن الذهبي هذه الآلهة التي تموت وتُبعث، لكن، وفقًا لعلماء مختلفين، فإن العديد من أمثلته تُحرف المصادر، يتخذ تريغفيه ماتينغر موقفًا أكثر إيجابية، ويزعم في كتابه الأخير أن بند القيامة والعودة إلى الحياة ملحوظ لدى بعل الأوغاريتي، وملقرت، وأدونيس، وأشمون، وأوزوريس وتموز.

### الدين اليوناني القديم
أصبح عدد من الرجال والنساء خالدين جسديًا بعد قيامتهم من الموتى في الديانة اليونانية القديمة. قتل زيوس أسقليبيوس، ليُعاد إحيائه ويُحوّل إلى إله رئيسي. وبعد مقتل أخيل، انتزعته أمه الإلهية ثيتيس من محرقة جنازته، وأعادته إلى الحياة، وجلبته إلى حياة خالدة إما في ليوسي أو سهول إليسيون أو جزر المباركين. ويبدو أن ميمنون، الذي قتله أخيل، لقي مصيرًا مماثلًا. يُعد كلًا من ألكميني، وكاستور، وهيرقل ومليكرتس من الشخصيات التي اعتبرت أحيانًا أنها بُعثت إلى خلود جسدي. ووفقًا لتاريخ هيرودوت، عُثر في البداية على حكيم القرن السابع قبل الميلاد أريستياس من بروكونيسوس (مرمرة حاليًا) ميتًا، ثم اختفت جثته من غرفة مغلقة. وجد لاحقًا أنه لم يبعث فحسب بل اكتسب الخلود أيضًا.
يُعتقد أيضًا أن العديد من الشخصيات الأخرى، مثل قسم كبير من الذين قاتلوا في حروب طروادة وطيبة، ومينلاوس، وعالم الحرب التاريخي كليوميديس من أستيباليا، أصبحوا خالدين جسديًا، ولكن دون أن يموتوا أساسًا. في الواقع، تضمن الخلود في الدين اليوناني دائمًا اتحادًا أبديًا للجسد والروح. كانت الفكرة الفلسفية للروح الخالدة اختراعًا لاحقًا، لكنه لم يحدث تقدمًا في العالم اليوناني أبدًا، رغم تأثيره. ويمكن أن يشهد حتى في العصر المسيحي، ولا سيما من خلال بيانات الفلاسفة المختلفين حول المعتقدات الشعبية، حفاظ المؤمنين اليونانيين التقليديين على اقتناعهم بأن بعض الأفراد بُعثوا من الموت وأصبحوا خالدين جسديًا وأنه بالنسبة لنا، يمكننا نتطلع فقط إلى الوجود كأرواح منفصلة وميتة.
أنكر الفلاسفة اليونانيون عمومًا هذا الاعتقاد الديني التقليدي في الخلود الجسدي. قدم الفيلسوف الأفلاطوني الأوسط فلوطرخس في كتابه حياة رجال لامعين (حياة موازية) في القرن الأول، في فصله عن رومولوس سردًا للاختفاء الغامض والتأليه اللاحق لهذا الملك الأول لروما، وقارنه بالمعتقدات اليونانية التقليدية مثل القيامة والخلود الجسدي لألكميني وأريستياس من بروكونيسوس، «لأنهم يقولون أن أريستيس توفي في ورشة عمل قصّار، وعندما أتى أصدقاؤه لتفقده كانت جثته قد اختفت؛ وبعد ذلك قال بعضهم، من القادمين من الخارج، إنهم قابلوه أثناء سفره نحو كروتون». استهزأ فلوطرخس علانيةً بهذه المعتقدات التي حملتها الديانة اليونانية القديمة التقليدية، وكتب: «العديد من هذه المستبعدات التي يذكرها كتّابك الرائعين، تُعرف مخلوقات خالدة طبيعيًا».
مر ألسيستيس بالقيامة لمدة ثلاثة أيام، لكنه لم يحقق الخلود.
لم يُفقَد التشابه بين هذه المعتقدات التقليدية وقيامة يسوع لاحقًا لدى المسيحيون الأوائل، إذ قال جاستن الشهيد: «عندما نقول... يسوع المسيح، معلمنا، صُلب ومات، وقام مرة أخرى، وصعد إلى الجنة، لا نقترح شيئًا مختلفًا عما تؤمنون به بالنسبة للذين تعتبروهم أبناء زيوس». (الدفاع الأول. 21).